# Onychorhynchidae
Onychorhynchidae is een familie van schreeuwvogels die is afgesplitst van de familie Tityridae op grond van in 2009 gepubliceerd fylogenetisch onderzoek.
Er worden drie geslachten tot deze familie gerekend:
- Onychorhynchus (2 soorten kroontirannen)
- Myiobius (4 soorten)
- Terenotriccus  (1 soort: de roodstaarttiran, Terenotriccus erythrurus)